# Graham Jennings
Graham Jennings (ur. 18 stycznia 1960 w Newcastle) – australijski piłkarz występujący na pozycji obrońcy.

## Kariera klubowa
Jennings jako junior grał w zespołach Hamilton Azzuri oraz Adamstown Rosebud FC. Następnie grał w pierwszej drużynie Adamstown, a w 1979 roku został graczem zespołu Sydney Olympic z National Soccer League. W sezonie 1979 spadł z nim z ligi, ale w następnym awansował z powrotem do NSL. Z kolei w sezonach 1983 oraz 1985 wraz z klubem zdobył Puchar NSL. W 1986 roku odszedł do Sydney Croatia. W sezonie 1987 również z nim wygrał Puchar NSL. Graczem Sydney Croatia był przez cztery sezony.
W kolejnych latach Jennings występował jeszcze w drużynach APIA Leichhardt, Adamstown Rosebuds FC oraz Newcastle Breakers. W 1994 roku zakończył karierę.

## Kariera reprezentacyjna
W reprezentacji Australii Jennings zadebiutował 12 czerwca 1983 w zremisowanym 0:0 towarzyskim meczu z Anglią. W 1988 roku był członkiem reprezentacji na letnich igrzyskach olimpijskich, zakończonych przez Australię na ćwierćfinale.
W latach 1983–1989 w drużynie narodowej rozegrał 42 spotkania.